# Kim Young-ran
Kim Young-ran (19 de agosto de 1956) es una actriz surcoreana.

## Filmografía

### Serie de televisión
| Año  | Título                                          | Red  |
| ---- | ----------------------------------------------- | ---- |
| 1978 | Ok-nyeo                                         | MBC  |
| 1978 | Yeon-ji                                         | MBC  |
| 1978 | Smile                                           |      |
| 1979 | Anguk-dong Lady                                 | MBC  |
| 1979 | White Dandelion                                 |      |
| 1980 | Country Diaries                                 | MBC  |
| 1981 | Sae-ah                                          |      |
| 1981 | Mischievous Milady                              | MBC  |
| 1981 | Angry Eyes                                      |      |
| 1983 | The Tale of Attendant Bae                       | MBC  |
| 1983 | 500 Years of Joseon: The King of Chudong Palace | MBC  |
| 1984 | Diary of a Devoted Wife                         |      |
| 1985 | 500 Years of Joseon: The Wind Orchid            | MBC  |
| 1986 | Winter Flower                                   |      |
| 1987 | The Last Witness                                | MBC  |
| 1988 | Sand Castle                                     |      |
| 1989 | Winter Mist                                     | MBC  |
| 1989 | Your Toast                                      |      |
| 1990 | 500 Years of Joseon: Daewongun                  | MBC  |
| 1991 | Do You Know Eun Ha-su                           | SBS  |
| 1993 | Love That Can't Be Stopped                      | KBS2 |
| 1994 | Han Myung-hoi                                   | KBS2 |
| 1995 | Good Man, Good Woman                            |      |
| 1995 | Always Blue Hearts                              | EBS  |
| 1996 | Tears of the Dragon                             | KBS1 |
| 1996 | Landscaping with My Wife                        |      |
| 1996 | Eun Ha-su                                       | KBS1 |
| 1996 | Helpless Mom                                    |      |
| 1996 | Under Seoul's Sky                               | MBC  |
| 1997 | Yesterday                                       | MBC  |
| 1997 | Passionate Love                                 |      |
| 1998 | As We Live Our Lives                            |      |
| 1999 | Roses and Bean Sprouts                          | MBC  |
| 1999 | Into the Sunlight                               | MBC  |
| 2000 | Look Back in Anger                              | KBS2 |
| 2000 | Tough Guy's Love                                | KBS2 |
| 2000 | TV Novel: Dandelion                             |      |
| 2000 | Novel: Admonitions on Governing the People      | KBS2 |
| 2000 | The Golden Era                                  |      |
| 2001 | Ladies of the Palace                            | SBS  |
| 2001 | My Heart's Jewelry Box                          | MBC  |
| 2001 | Four Sisters                                    | MBC  |
| 2002 | Sweet Home                                      | MBC  |
| 2002 | Orange                                          | SBS  |
| 2002 | Ice Flower                                      | SBS  |
| 2002 | Jang Hui-bin                                    | KBS2 |
| 2003 | The Bean Chaff of My Life                       | MBC  |
| 2003 | Swan Lake                                       | MBC  |
| 2003 | 1% of Anything                                  | MBC  |
| 2003 | Pretty Woman                                    | MBC  |
| 2004 | Beautiful Temptation                            | KBS2 |
| 2004 | Island Village Teacher                          | SBS  |
| 2004 | Save the Last Dance for Me                      | SBS  |
| 2005 | 5th Republic                                    | MBC  |
| 2005 | Autumn Shower                                   | MBC  |
| 2005 | Dear Heaven                                     | SBS  |
| 2006 | A Woman's Choice                                | KBS2 |
| 2007 | Moon Hee                                        | MBC  |
| 2008 | Aster                                           | MBC  |
| 2008 | White Lies                                      | MBC  |
| 2009 | Queen of Housewives                             | MBC  |
| 2009 | Two Wives                                       | SBS  |
| 2010 | Pink Lipstick                                   | MBC  |
| 2010 | Three Sisters                                   | SBS  |
| 2010 | Life Is Beautiful                               | SBS  |
| 2011 | Drama Special "Hair Show"                       | KBS2 |
| 2011 | Pit-a-pat, My Love                              | KBS2 |
| 2012 | My Husband Got a Family                         | KBS2 |
| 2012 | Yellow Boots                                    | tvN  |
| 2012 | The Sons                                        | MBC  |
| 2012 | It Was Love                                     | MBC  |
| 2013 | Crazy Love                                      | tvN  |
| 2013 | Princess Aurora                                 | MBC  |
| 2013 | Who Are You?                                    | tvN  |
| 2013 | Hold My Hand                                    | MBC  |
| 2014 | 12 Years Promise                                | jTBC |
| 2014 | Apgujeong Midnight Sun                          | MBC  |
| 2016 | The Love is Coming                              | SBS  |